# Geraldine Duque
Geraldine Duque Mantilla (Lobatera, Táchira, Venezuela; 21 de septiembre de 1993) es una modelo venezolana y ganadora de concursos de belleza que fue titulada como Miss Supranational Venezuela 2017. Duque representó a Venezuela en el Miss Supranacional 2017.

## Vida y carrera

### Primeros años
Geraldine nació en San Cristóbal, Táchira.

## Concursos de belleza
Una de las primeras participaciones de Duque en concursos de belleza se dio al participar y obtener los títulos de Reina Binacional Universitaria 2013, representando al Instituto Universitario Gran Colombia, y el de la Reina del Turismo de la Feria Internacional de San Sebastián 2013.

### Miss Venezuela 2016
Geraldine, además estuvo preseleccionada como una de las candidatas oficiales del Miss Miranda 2016, representando al municipio Lander, ello rumbo al Miss Venezuela 2016. Sin embargo, no avanzó en las rondas clasificatorias.

### Miss Supranational Venezuela 2017
Duque fue quien se autopostuló directamente con la organización internacional de Miss Supranacional, adquiriendo los derechos de la franquicia por su participación para representar a Venezuela en el Miss Supranacional 2017.

### Miss Supranacional 2017
Ella representó a Venezuela en el certamen Miss Supranacional 2017, que se realizó el 1 de diciembre de 2017 en el MOSIR Arena, en Krynica-Zdrój, Polonia. Para su traje típico, Geraldine optó por representar una alegoría de la orquídea, flor nacional venezolana. Sin embargo, Duque no pudo clasificar en el grupo de semifinalistas, siendo esta la sexta y última ocasión en que la nación sudamericana falla en dicha hazaña.
No obstante, Duque obtuvo los premios especiales de Mejor Prueba de Talento, ello gracias a una demostración de flamenco y al de Mejor Traje de Gala, como Miss Elegancia.

## Otros proyectos
Duque se ha destacado por ser una destacada influencer y asesora de moda. En 2018, Duque creó su propia colección de ropa. Además de ello, inició la publicación de una revista digital enfocada hacia la mujer con miras en el empoderamiento y el crecimiento personal y profesional.

## Cronología
| Predecesor: Valeria Vespoli | Miss Supranational Venezuela 2017 | Sucesor: Nariman Battikha |